# محمد ساك
محمد ساك (بالتركية: Mehmet Sak)‏ هو لاعب كرة قدم تركي في مركز الوسط، ولد في 4 أبريل 1990 في كوناك (إزمير) في تركيا. لعب مع آلتاي إزمير وأضنة سبور وبوجاسبور وبورصة سبور وسامسون سبور ونادي جوزتيبي.

## وصلات خارجية
- محمد ساك على موقع اتحاد تركيا (لاعب) (الإنجليزية)
- محمد ساك على موقع قاعدة بيانات كرة القدم.إي يو (الإنجليزية)
- محمد ساك على موقع Soccerway.com (الإنجليزية)
- محمد ساك على موقع عالم كرة القدم.نت (الإنجليزية)